# Airspeed Oxford
Airspeed Oxford byl britský dvoumotorový cvičný a lehký dopravní letoun z 30. let 20. století.

## Vznik
Letoun vyvinula malá britská firma Airspeed známá svými dvoumotorovými dopravními letouny Envoy a nabídla jej pro specifikace T.23/36 ministerstvu letectví. To dalo v říjnu 1936 pokyn k přípravě série o více než 160 kusech.

## Vývoj
První prototyp, vyvinutý z dopravního letounu Envoy Mk.III, nesl označení AS.10 a byl určen pro výcvik posádek vícemotorových letadel. K pohonu byly použity vzduchem chlazené hvězdicové sedmiválce Armstrong Siddeley Cheetah X o výkonu 375 k. Konstrukce letounu byla celodřevěná s poloskořepinovým trupem, ovládací plochy byly potaženy plátnem a měly zatahovací podvozek. První vzlet provedl poručík C. H. A. Coleman dne 19. června 1937, na stroji s označením L4534.
První stroje sériové výroby byly dodány v listopadu a prosinci 1937 a v lednu 1938 Ústřední letecké škole v Upavonu a 11 letecké škole. Verze Mk.I, určena k výcviku střelců a bombometčíků, měla poloprosklenou příď se zaměřovačem pum a věž konstrukce Armstrong Whitworth s kulometem Lewis ráže 7,69 mm. Verze Mk.II byla určena k výcviku pilotů, navigátorů a radistů a byla bez věže.
Označení AS.40 nesl letoun upravený pro civilní použití.
Letoun s označením AS.42 byl zkonstruován pro specifikace T.39/37 pro potřeby novozélandského letectva, jeho hlídková verze nesla označení AS.43.
Vylepšená verze AS.10 s označením Mk.III měla výkonnější motory Armstrong Siddeley Cheetah XV po 420 k a byla vybavena automatickými vrtulemi. Vyroben byl pouze prototyp, který vzlétl 20. března 1940. Verze Mk.IV byla obměna Mk.III na níž se zkoušel řadový šestiválec de Havilland Gipsy Queen o výkonu 250 k.
Díky nedostatečné výrobě motorů Cheetah byl letoun upraven na AS.46 Oxford Mk.V. Pro pohon byly použity americké sedmiválce Pratt & Whitney R-985AN6 Wasp Junior o výkonu 450 k a kovové vrtule Hamilton s listy nastavitelnými za letu.
Výroba byla ukončena 14. července. 1945.

## Použití

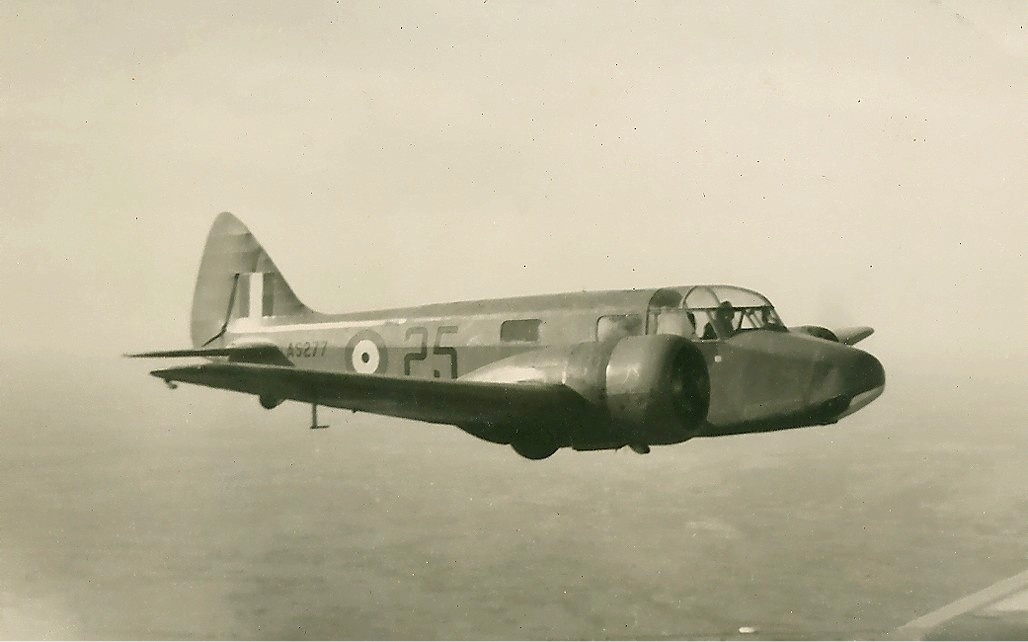
RAF Airspeed AS.10 Oxford Mk.II (AS277)

Letouny Oxford sloužily na všech základnách RAF. Používali se jako cvičné, sanitní a styčné letouny, některé se uplatnily i v bojích. Přes 500 kusů bylo dodáno do Jihoafrické Unie a Rhodesie. Na Nový Zéland bylo posláno 297 kusů AS.42 a AS.43, kde byly některé letouny upraveny k nesení 113 kg pum při přípravách na očekávanou Japonskou invazi. Další letouny byly dodány do Austrálie, 38 kusů do Turecka, 6 kusů do Portugalska, 3 kusy do Íránu, kde se uplatnily při obraně základny Habbaniya obsazené v květnu 1941 iráckými vzbouřenci. Čtyři letouny AS.10 používali Svobodní Francouzi a dva jednotky USAAF v Anglii.
Po válce roku 1946 koupilo Nizozemské letectvo 20 kusů Mk.I a 1 kus Mk.V. Jeden Oxford létal i v Československu pod označením D-42. V Británii a Jižní Africe přešlo asi 50 letounů do civilní služby a některé letouny pak byly přestavěny na dopravní AS.64 Consul. Z RAF byly poslední cvičné Oxfordy vyřazeny roku 1954.

## Výrobce
Airspeed Ltd. v Portsmouthu – 4961 strojů z toho 988 Mk.II a 247 Mk.V
V licenci:
de Havilland 1515 strojů z toho 575 Mk.II a 2 Mk.V
Percival Aircraft 775 Mk.I, 573 Mk.II a 6 MK.V
Standard Motors 750 Mk.I
Celkem bylo vyrobeno 8582 Oxfordů – 6189 Mk.I, 2136 Mk.II a 257 Mk.V

## Specifikace

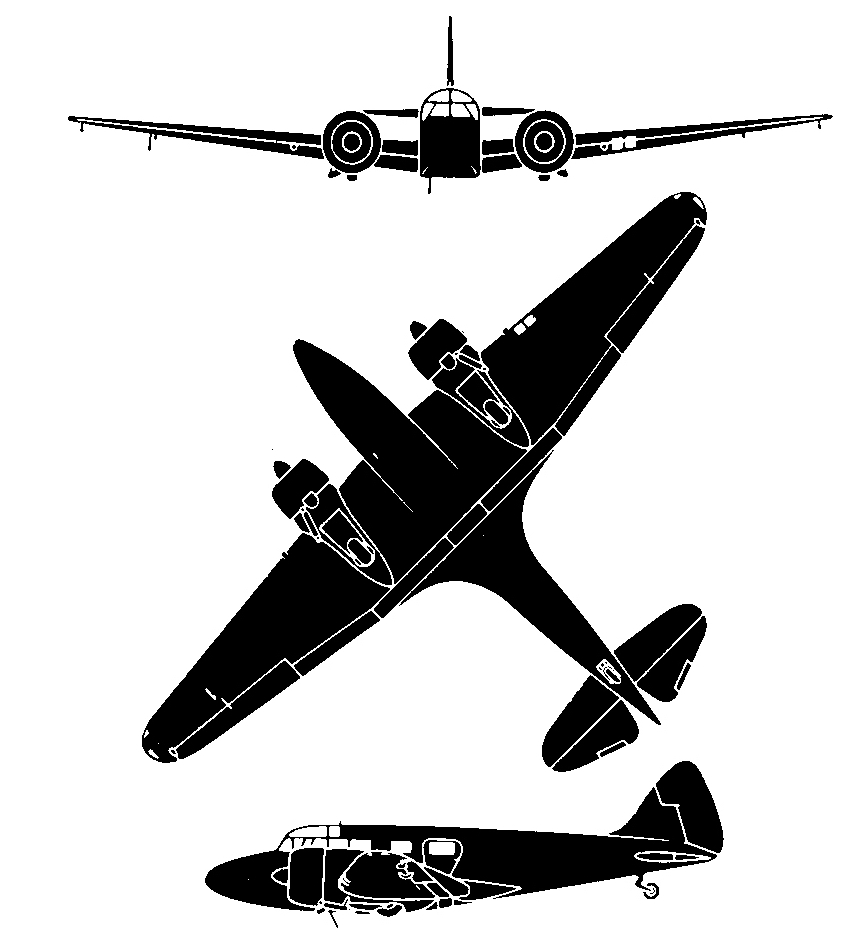
Oxford AS.10

Údaje dle

### Technické údaje
- Osádka:
- Rozpětí: 16,26 m
- Délka: 10,52 m
- Výška: 3,35 m
- Nosná plocha: 32,34 m²
- Hmotnost prázdného letounu: 2440 kg pro Mk.I / 2572 kg pro Mk.V
- Vzletová hmotnost: 3447 kg pro Mk.I / 3630 kg pro Mk.V
- Pohonná jednotka:

### Výkony
- Maximální rychlost ve 2530 m: 293 km/h pro Mk.I / 303 km/h pro Mk.II / 325 km/h pro Mk.V
- Výstup do 3050 m: 12,5 min pro Mk.I / 12 min pro Mk.II / 6 min pro Mk.V
- Dostup: 5850 m pro Mk.I / 5945 m pro Mk.II / 6400 m pro Mk.V
- Vytrvalost: 5 hodin pro Mk.I / 5,5 h pro Mk.II / 5 h pro Mk.V